# Акунц, Карлен Багратович
Карлен Багратович Акунц (арм. Կառլեն Բագրատի Ակունց) (24 октября 1933, Горис — 2003, Ереван) ― советский и армянский врач, акушер-гинеколог, доктор медицинских наук (1973), профессор (1974).
Известен своими исследованиями в области акушерско-гинекологической тематики и перинатологии.

## Биография
Родился 24 октября 1933 года в городе Горис, Армянская ССР, ЗСФСР, СССР.
В 1956 году окончил лечебный факультет Ереванского государственного медицинского института. В 1973-1989 годах заведовал кафедрой акушерства и гинекологии Ереванского медицинского института.
В 1973 году защитил докторскую диссертацию на соискание учёной степени доктора медицинских наук.
В 1984 году ему присвоено учёное звание профессора.
С 1989 по 1998 год работал директором Научно-исследовательского центра охраны здоровья матери Министерства здравоохранения Армении.
Карлен Акунц разработал консервативно-хирургические методы лечения бесплодия у женщин. Исследовал вопросы перинатальной медицины, внутриутробного инфицирования ― инфекционной фетопатии. Изучал течение беременности и родов в группах высокого риска. Автор 205 научных работ, из них 19 монографий.
Жена - Акунц Наида Сулеймановна ― педиатр-неонатолог, выступала соавтором некоторых работ. Дети ― Александр и Баграт.
Умер 30 апреля 2003 года в Ереване.